# Правительство Жоспена
Правительство Жоспена — правительство Франции периода Пятой республики под председательством Лионеля Жоспена. Третье правительство за период первого мандата президента Жака Ширака.

## Историческая справка
Правительство, в котором по уровню поддержки избирателей Социалистическая партия значительно превосходила всех её партнёров по коалиции (коммунисты и «зелёные» делили второе место, Движение граждан осталось на третьем), стало редким примером «сосуществования» левого правительства и правого президента. Оно было сформировано по итогам парламентских выборов 1997 года. Наблюдатели отмечают, что Жоспен назначил в состав своего кабинета сильных политиков (известно его высказывание: «Я хочу открытого спора») — в частности, в правительстве появился ещё один, наряду с премьер-министром, политический «наследник» Франсуа Миттерана — Жан-Люк Меланшон.
В период с 1986 по 2017 год именно правительство Жоспена осуществило самую масштабную программу приватизации на общую сумму 30 млрд евро.

## Состав
- Премьер-министр: Лионель Жоспен
- Министр внутренних дел: Жан-Пьер Шевенман
  - Государственный секретарь заморских территорий: Жан-Жак Кейран[фр.] (до 29 августа 2000)
  - Государственный секретарь заморских территорий: Кристиан Поль[фр.] (с 29 августа 2000)
- Министр обороны: Ален Ришар
  - Министр-делегат по делам ветеранов: Жан-Пьер Массере[фр.] (до 3 сентября 2001)
  - Государственный секретарь по делам ветеранов: Жак Флош[фр.] (с 4 сентября 2001)
- Министр иностранных дел: Юбер Ведрин
  - Министр-делегат по европейским делам: Пьер Московиси
  - Министр-делегат сотрудничества и (с 13 февраля 1998) франкофонии: Шарль Жослен[фр.]
- Министр экономики, финансов и промышленности: Лоран Фабиус (с 28 марта 2000), Кристиан Зоттер[фр.] (2 ноября 1999 — 28 марта 2000), Доминик Стросс-Кан (до 2 ноября 1999)
  - Государственный секретарь внешней торговли: Жак Донду[фр.] (до 28 июля 1999)
  - Государственный секретарь внешней торговли: Франсуа Ювар[фр.] (с 28 июля 1999)
  - Государственный секретарь бюджета: Кристиан Зоттер[фр.] (до 2 ноября 1999)
  - Государственный секретарь бюджета: Флоранс Парли (с 3 января 2000)
  - Государственный секретарь малого и среднего предпринимательства, торговли и ремёсел: Марилиз Лебраншю (до 18 октября 2000)
  - Государственный секретарь промышленности: Кристиан Пьерре[фр.]
- Министр национального образования, исследований и технологий: Клод Алегр (до 27 марта 2000)
- Министр национального образования: Жак Ланг (с 27 марта 2000)
- Министр исследований: Роже-Жерар Шварценберг[фр.] (с 27 марта 2000)
  - Министр-делегат школьного образования и исследований: Сеголен Руаяль (до 27 марта 2000)
  - Министр-делегат профессионального образования: Жан-Люк Меланшон (с 27 марта 2000)
- Хранитель печатей, министр юстиции: Марилиз Лебраншю (с 18 октября 2000), Элизабет Гигу (до 18 октября 2000)
- Министр инфраструктуры, транспорта и жилищного хозяйства: Жан-Клод Гессо[фр.]
  - Государственный секретарь жилищного хозяйства: Луи Бессон[фр.]
  - Государственный секретарь по вопросам туризма: Мишель Демессин (до 23 октября 2001)
  - Государственный секретарь по вопросам туризма: Жак Брюн[фр.] (с 23 октября 2001)
- Министр занятости и солидарности: Элизабет Гигу (с 18 октября 2000), Мартин Обри (до 18 октября 2000)
  - Министр-делегат по делам городов: Клод Бартолон[фр.] (с 30 марта 1998)
  - Министр-делегат по делам семьи и детства: Сеголен Руаяль (27 марта 2000 — 27 марта 2001)
  - Министр-делегат по делам семьи, детства и лиц с ограниченными возможностями: Сеголен Руаяль (с 27 марта 2001)
  - Государственный секретарь здравоохранения: Бернар Кушнер (до 17 ноября 1998)
  - Государственный секретарь здравоохранения и социального действия: Бернар Кушнер (17 ноября 1998 — 7 июля 1999)
  - Государственный секретарь здравоохранения и социального действия: Доминик Жилло[фр.] (с 28 июля 1999)
  - Государственный секретарь профессиональной подготовки: Николь Пери[фр.] (30 марта — 17 ноября 1998)
  - Государственный секретарь по вопросам прав женщин и профессиональной подготовки: Николь Пери[фр.] (с 17 ноября 1998)
  - Государственный секретарь по делам лиц с ограниченными возможностями и пожилых граждан: Полетт Гиншар-Кюнстлер[фр.] (с 27 марта 2001)
  - Государственный секретарь по вопросам солидарной экономики: Ги Акое[фр.]
- Министр сельского хозяйства и рыболовства: Франсуа Патриа (с 25 февраля 2002), Жан Главани (20 октября 1998 — 25 февраля 2002), Луи Ле Пенсек (до 20 октября 1998)
- Министр государственной службы, государственной реформы и децентрализации: Мишель Сапен (с 27 марта 2000),Эмиль Дзукарелли[фр.] (до 27 марта 2000)
- Министр культуры и коммуникаций, официальный представитель правительства: Катрин Таска (с 27 марта 2000), Катрин Траутманн (до 27 марта 2000)
  - Государственный секретарь по делам имущества и культурной децентрализации: Мишель Дюффур[фр.]
- Министр развития территорий и окружающей среды: Ив Коше[фр.] (с 19 июля 2001), Доминик Вуане (до 9 июля 2001)
- Министр по связям с парламентом: Даниэль Вайян
- Министр по делам молодёжи и спорта: Мари-Жорж Бюффе